# Dion Drena Beljo
Dion Drena Beljo (ur. 1 marca 2002 w Zagrzebiu) – chorwacki piłkarz grający na pozycji środkowego napastnika.

## Kariera klubowa

### Cibalia Vinkovici
Beljo strzelił dla Cibalia Vinkovici 10 goli i zaliczył 9 asyst.

### NK Osijek II
Beljo zadebiutował w barwach rezerw NK Osijek 31 sierpnia 2019 w przegranym 2:1 spotkaniu przeciwko HNK Šibenik. Pierwszego gola piłkarz ten strzelił 11 września 2019 w meczu z NK Kustošija Zagreb (wyg. 2:0). Ostatecznie w barwach rezerw NK Osijek Chorwat wystąpił 38 razy, zdobywając 9 bramek.

### NK Osijek
Beljo zaliczył debiut dla NK Osijek 13 czerwca 2020 w meczu z NK Slaven Belupo (0:0). Pierwszą bramkę zawodnik ten zdobył 22 maja 2021 w wygranym 2:1 spotkaniu przeciwko Istrze 1961.

### Istra 1961
Beljo został wypożyczony do Istry 1961 14 lipca 2021. Zadebiutował on dla tego zespołu 18 lipca 2021 w wygranym 3:1 spotkaniu przeciwko Hrvatskiemu Dragovoljacowi Zagrzeb. Pierwszego gola piłkarz ten strzelił 28 sierpnia 2021 w meczu z HNK Šibenik (przeg. 3:1). Ostatecznie w barwach Istry 1961 Chorwat wystąpił 37 razy, zdobywając 5 bramek.

## Kariera reprezentacyjna
| Mecze i gole w reprezentacji | Mecze i gole w reprezentacji | Mecze i gole w reprezentacji | Mecze i gole w reprezentacji | Mecze i gole w reprezentacji | Mecze i gole w reprezentacji | Mecze i gole w reprezentacji | Mecze i gole w reprezentacji              |
| Chorwacja U-16               | Chorwacja U-16               | Chorwacja U-16               | Chorwacja U-16               | Chorwacja U-16               | Chorwacja U-16               | Chorwacja U-16               | Chorwacja U-16                            |
| Lp.                          | Data                         | Miejsce                      | Gospodarz                    | Gość                         | Wynik                        | Gol                          | Rozgrywki                                 |
| ---------------------------- | ---------------------------- | ---------------------------- | ---------------------------- | ---------------------------- | ---------------------------- | ---------------------------- | ----------------------------------------- |
| 1.                           | 11.04.2018                   |                              | Bośnia i Hercegowina U-16    | Chorwacja U-16               | 1:1                          |                              | Mecz towarzyski                           |
| 2.                           | 13.04.2018                   |                              | Chorwacja U-16               | Azerbejdżan U-16             | 1:0                          |                              | Mecz towarzyski                           |
| Chorwacja U-17               |                              |                              |                              |                              |                              |                              |                                           |
| Lp.                          | Data                         | Miejsce                      | Gospodarz                    | Gość                         | Wynik                        | Gol                          | Rozgrywki                                 |
| 1.                           | 03.08.2018                   |                              | Węgry U-17                   | Chorwacja U-17               | 0:2                          |                              | Mecz towarzyski                           |
| 2.                           | 05.08.2018                   |                              | Walia U-17                   | Chorwacja U-17               | 0:3                          |                              | Mecz towarzyski                           |
| 3.                           | 25.09.2018                   | Krapina                      | Chorwacja U-17               | Słowenia U-17                | 0:2                          |                              | Mecz towarzyski                           |
| 4.                           | 27.09.2018                   |                              | Słowenia U-17                | Chorwacja U-17               | 1:0                          |                              | Mecz towarzyski                           |
| Chorwacja U-18               |                              |                              |                              |                              |                              |                              |                                           |
| Lp.                          | Data                         | Miejsce                      | Gospodarz                    | Gość                         | Wynik                        | Gol                          | Rozgrywki                                 |
| 1.                           | 24.09.2019                   | Novo Selo Rok                | Chorwacja U-18               | Węgry U-18                   | 1:4                          |                              | Mecz towarzyski                           |
| 2.                           | 26.09.2019                   | Nedelišće                    | Chorwacja U-18               | Węgry U-18                   | 1:2                          |                              | Mecz towarzyski                           |
| Chorwacja U-19               |                              |                              |                              |                              |                              |                              |                                           |
| Lp.                          | Data                         | Miejsce                      | Gospodarz                    | Gość                         | Wynik                        | Gol                          | Rozgrywki                                 |
| 1.                           | 06.10.2020                   | Lučko                        | Chorwacja U-19               | Katar U-19                   | 7:0                          | Gol                          | Mecz towarzyski                           |
| 2.                           | 08.10.2020                   | Krapina                      | Chorwacja U-19               | Słowenia U-19                | 3:3                          |                              | Mecz towarzyski                           |
| 3.                           | 09.10.2019                   | Győr                         | Chorwacja U-19               | Kazachstan U-19              | 3:0                          |                              | Mistrzostwa Europy U-19 2020 – eliminacje |
| 4.                           | 15.10.2019                   | Győr                         | Gruzja U-19                  | Chorwacja U-19               | 2:0                          |                              | Mistrzostwa Europy U-19 2020 – eliminacje |
| 5.                           | 17.02.2021                   |                              | Węgry U-19                   | Chorwacja U-19               | 2:2                          | Gol                          | Mecz towarzyski                           |
| Chorwacja U-21               |                              |                              |                              |                              |                              |                              |                                           |
| Lp.                          | Data                         | Miejsce                      | Gospodarz                    | Gość                         | Wynik                        | Gol                          | Rozgrywki                                 |
| 1.                           | 11.11.2021                   | Pula                         | Chorwacja U-21               | Estonia U-21                 | 2:0                          |                              | Mistrzostwa Europy U-21 2023 – eliminacje |
| 2.                           | 29.03.2022                   | Varaždin                     | Chorwacja U-21               | Finlandia U-21               | 2:3                          |                              | Mistrzostwa Europy U-21 2023 – eliminacje |
| 3.                           | 08.06.2022                   | Parnawa                      | Estonia U-21                 | Chorwacja U-21               | 0:4                          |                              | Mistrzostwa Europy U-21 2023 – eliminacje |

## Sukcesy
Sukcesy w karierze klubowej:

### NK Osijek
- Mistrzostwo Chorwacji (1×): 2020/2021

## Życie prywatne
Rodzice dali mu na imię „Dion” na cześć greckiego boga Dionizosa. Natomiast „Drena” to przezwisko jego dziadka. W młodości ze względu na swoje warunki fizyczne i umiejętności techniczne porównywany był do Zlatana Ibrahimovicia.